# Horst Fleck
Horst Günter Gerhard Fleck (* 12. Juni 1921 in Berlin; † 18. oder 19. September 1983 in Hamburg) war ein deutscher Schauspieler, Journalist und Hörspielsprecher.

## Leben
Fleck stammte gebürtig aus Berlin-Neukölln. Nach dem Abitur absolvierte er zunächst ein Studium der Zeitungswissenschaften und der Germanistik und im Anschluss eine Ausbildung zum Regisseur und Kameramann. Zwischen 1952 und 1956 agierte er als Sprecher der Wochenschau Welt im Bild, die im Kino vor dem Hauptfilm ausgestrahlt wurde. Nach der Übernahme der Sendung durch die 1956 neu gegründete UFA-Wochenschau blieb er dort bis in die 1970er Jahre hinein als Sprecher tätig. Daneben arbeitete er auch als Sprecher für Dokumentationen wie Das Leben von Adolf Hitler (1961), Werbe- und Industriefilme sowie als Off-Sprecher für Spielfilmproduktionen wie Der Mörderclub von Brooklyn. Auch als Synchronsprecher war Fleck tätig. So lieh er beispielsweise Daniel Gélin 1941 in Ihr erstes Rendezvous seine Stimme. Zudem wirkte er in zahlreichen Hörspielen mit, wie etwa für das Plattenlabel Europa als „Hagen von Tronje“ in einer Adaption der Nibelungensage, als Antinoos in Die Irrfahrten des Odysseus und als „Indianer-Joe“ in Tom Sawyer & Huckleberry Finn nach Mark Twain. Außerdem fungierte Fleck als Sportjournalist für den NWDR und den NDR.
In Film- und Fernsehproduktionen war Fleck hingegen ein seltener Gast. Er spielte neben Hansjörg Felmy und Hildegard Knef in Der Mann, der sich verkaufte und übernahm Gastrollen in Serien und Reihen wie Haifischbar, Hafenkrankenhaus, Die Unverbesserlichen und PS – Geschichten ums Auto.
Am 19. September 1983 wurde Horst Fleck tot in seiner Hamburger Wohnung aufgefunden.

## Hörspiele (Auswahl)
- 1947: Wenn wir wollen (von Axel Eggebrecht) – Regie: Ludwig Cremer
- 1947: Die Ameisen (von Axel Eggebrecht) – Regie: Ludwig Cremer
- 1948: Stalingrad – Regie: Ludwig Cremer
- 1950: Es war ein ungewöhnlich langer Tag – Regie: Fritz Schröder-Jahn
- 1950: Der Mann an der Brücke – Regie: Fritz Schröder-Jahn
- 1950: Duval fällt die Treppe rauf – Regie: Fritz Schröder-Jahn
- 1950: Einer zahlt seine Schuld (von Axel Eggebrecht) – Regie: Fritz Schröder-Jahn
- 1950: Caliban – Regie: Otto Kurth
- 1950: In letzter Minute – Regie: Fritz Schröder-Jahn
- 1954: Der öst-westliche Diwan – Regie: Gert Westphal
- 1955: Der Abgott – Regie: Gerlach Fiedler
- 1959: Raumschiff Alpha schweigt (1. Folge); aus der Reihe: Abenteuer der Zukunft – Regie: S. O. Wagner
- 1960: Der Turm der Winde; aus der Reihe: Abenteuer der Zukunft – Regie: S. O. Wagner
- 1977: Das Märchen vom Jungen, der immer tat, was er nicht wollte – Regie: Hans Rosenhauer

Kommerzielle Produktionen:
- 1967: Die Irrfahrten des Odysseus
- 1967: Polizeihubschrauber im Einsatz – Bankraub!
- 1967: Siegfried – Die Nibelungen
- 1967: Tom Sawyer & Huckleberry Finn

## Filmografie (Auswahl)
- 1969: Die Unverbesserlichen ... und ihre Menschenkenntnis
- 1970: Fröhliche Weihnachten
- 1975: Schwedischer Sommerwind
- 1979: PS – Geschichten ums Auto: Feuerreiter I